# Юрково (Великопольське воєводство)
Юрково (пол. Jurkowo, нім. Georgsdorf) — село в Польщі, у гміні Кшивінь Косцянського повіту Великопольського воєводства.
Населення — 395 осіб (2011).
У 1975-1998 роках село належало до Лешненського воєводства.

## Демографія
Демографічна структура станом на 31 березня 2011 року:
|          | Загалом | Допрацездатний вік | Працездатний вік | Постпрацездатний вік |
| -------- | ------- | ------------------ | ---------------- | -------------------- |
| Чоловіки | 190     | 50                 | 122              | 18                   |
| Жінки    | 205     | 42                 | 118              | 45                   |
| Разом    | 395     | 92                 | 240              | 63                   |